# ハンラッティ事件
ハンラッティ事件（James Hanratty）とは1961年にイギリスで発生した殺人事件である。なおタイトルは刑事被告人となり処刑された人物の名であるが、事件発生現場（幹線道路）にちなんでA6事件とも呼ばれる。なお裁判では決定的な証拠も得られぬまま有罪となり、死刑が執行されたため、一部で冤罪との指摘もあったが、当時は出来なかった遺留品のDNA鑑定が行われ、犯人であったと断定されている。

## 事件の概要

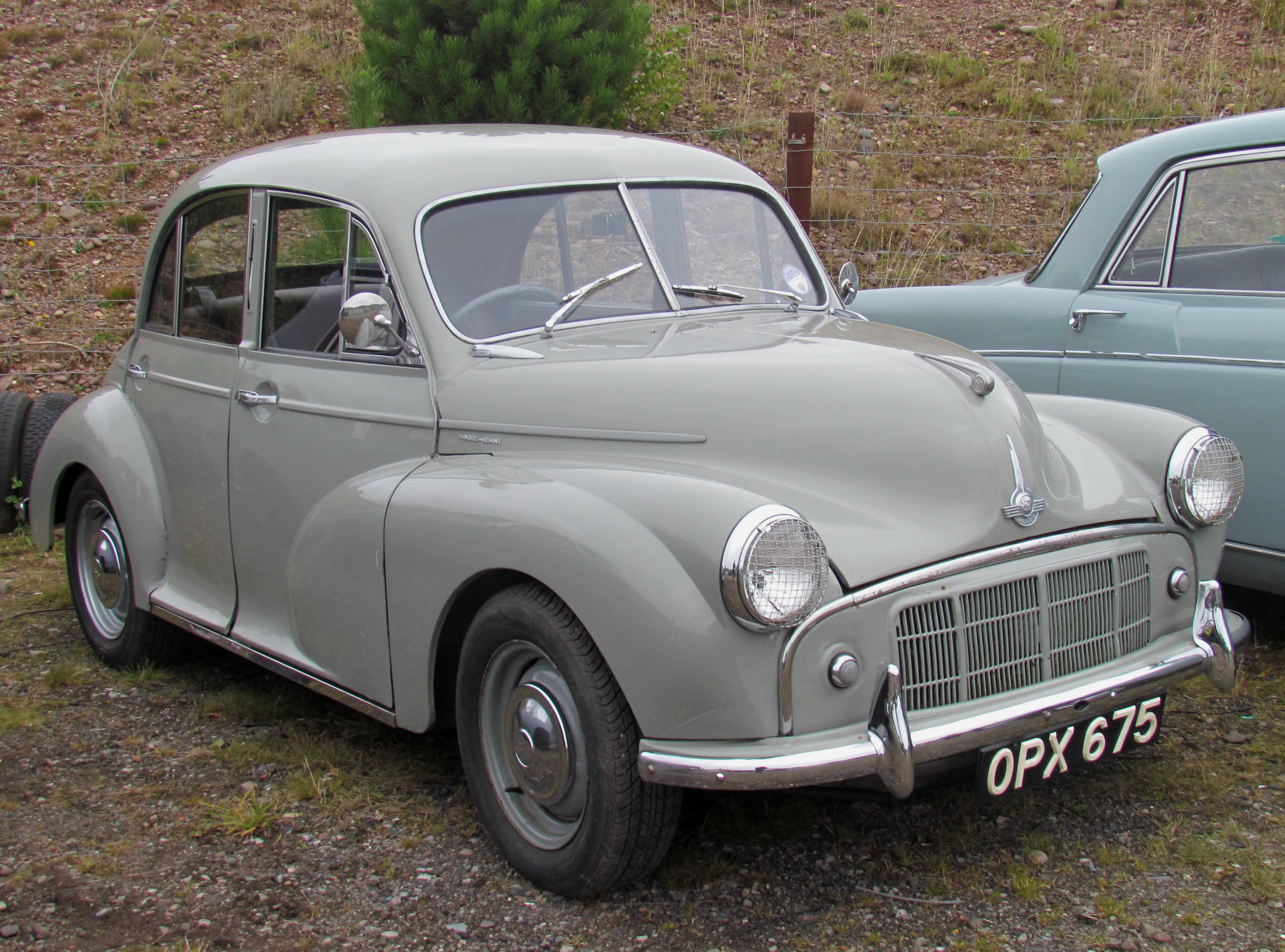

1961年8月22日火曜日の夕方、ロンドン西部スラウに停車していた車中で男性（当時36歳）と女性（当時22歳）がデートをしていた。その最中、男が自動車のフロントガラスを叩き、リボルバー銃で威嚇し強引に後部座席に乗り込んできた。暴漢は逃亡中であると告げ、男性に命令し車を走らせた。深夜まで50Kmほど走行させた後、A6号幹線道路沿いの待避ゾーンに駐車させた。暴漢は男性に洗濯物の入った袋を前から後ろのシートに移せと命令したが、男性はその際頭部に銃弾2発を浴びせられ殺害された。続いて女性を強姦したうえ、男性の死体と共に外に放り出した。彼女は命乞いをしたが暴漢は容赦なく銃弾を浴びせ、車を奪って逃走した。
彼女は5発もの銃弾を浴びせられたが、奇跡的に一命をとりとめた。しかし彼女は脊髄損傷の為、下半身不随となった。彼女は暴漢に撃たれた後に止めを刺されるのを恐れ、激痛を堪え必死に「死んだふり」をしていた。彼女はその後すぐに救助され、捜査機関に対し暴漢の「氷のような青い瞳、そして奇矯な振る舞い」との特徴を伝えることができた。

## 捜査と裁判
強奪された乗用車も発見され、凶器の銃もバスの車中で置き去りにされているのが発見された。しかし捜査機関の作成した似顔絵は2種類あり、被害者の女性のものと逃走中の犯人の目撃証言から作成されたものであったが、いずれも似ていなかった。また後に犯人として逮捕された男性とも似ていなかった。
その後似顔絵からジェームス・ハンラッティ（1936年11月4日生まれ）が逮捕起訴され、裁判は1962年1月22日に始まった。しかしながら、前述の似顔絵のいずれも似ていなかったうえにアリバイが成立すると主張（犯行時間帯にいた場所は最初はリバプール、ついでライルだったとし、二転三転した）していた。また彼は自動車狙いの常習窃盗犯ではあったが、それまで暴力的犯罪行為での前科がなかったため、本当に殺人犯との確証を得るだけの証拠といえば、被害者女性の証言ぐらいしかなかった。しかしアリバイを実証する証言者も現れなかった。
検察側からは被告人が犯行現場にいた証拠を提示されなかったが、陪審員は審議から9時間後に全員一致で有罪の評決を下し、ハンラッティの訴えは3月9日に退けられた。しかし世論はこのような決定的な証拠も得られぬまま有罪とした裁判に懐疑的であり、冤罪との疑いもぬぐいきれないものであった。そのため90,000人以上が署名した嘆願書が提出されたが、それにもかかわらず、ハンラッティは1962年4月4日にベッドフォード刑務所で絞首刑になった。なお彼は死刑執行時にも無実を主張していたという。

## その後の経過
ハンラッティの処刑は、イギリスでエヴァンス事件をきっかけに盛り上がっていた死刑廃止運動にさらに火をつけ、死刑執行停止を経て最終的に死刑廃止されるに至った。
一方、惨劇の真犯人について論争が長年続いており、様々な人物が容疑者として名指しされたほか、調査も行われてきた。それにより、捜査機関がハンラッティに有利な目撃証言を握りつぶしていたことが判明した。
しかし、2001年に凶器が包まれていたハンカチに付着していた粘液のDNA検査の為、ハンラッティの遺体が発掘され照合された。その結果両者のDNAが一致したため、ハンラッティ事件は長年恐れられていた冤罪による死刑執行ではなかったことが確定した。